# Feliniopsis macrostigma
Feliniopsis macrostigma är en fjärilsart som beskrevs av Pieter Cornelius Tobias Snellen 1880. Feliniopsis macrostigma ingår i släktet Feliniopsis och familjen nattflyn. Inga underarter finns listade i Catalogue of Life.